# Vanvikan
Vanvikan er en bygd og og byområde i Leksvik kommune i Nord-Trøndelag. Vanvikan ligger ved Trondheimsfjorden, sydøst på Fosen-halvøen og har 758 indbyggere per 1. januar 2012. Hurtigbådforbindelsen mellem Vanvikan og Pirterminalen i Trondheim tager cirka 20 minutter og har regelmæssige afgange.
Landsbyen er vokset kraftigt som følge af industri med flere små og store virksomheder, og hovedparten ligger i industriområdet LIV. Centrum er domineret af en række butikker og en restaurant, en skole med 150 elever og et teater/biograf. Lige oven for centrum ligger Stranda kirke bygget i slutningen af 1800-tallet.
I august 2012 stod Vanvikan multihal færdig. Den ligger nær byens skole.
Navet Vanvikan stammer fra oldnordiske ord Vagnvíkar, hvoraf den første del er et ufortolket flodnavn Vang.